# Juan de Austria
Książę Juan de Austria (ur. 24 lutego 1547 w Ratyzbonie, zm. 1 października 1578 w Bouges koło Namur, ob. Belgia) – wódz i admirał hiszpański. Był nieślubnym synem cesarza Karola V i Niemki, Barbary Blomberg. Jego przyrodnią siostrą była Małgorzata Parmeńska, generalna namiestniczka Niderlandów.

## Działalność
W kwietniu 1569 r. objął dowództwo nad siłami hiszpańskimi tłumiącymi bunt ludności muzułmańskiej na terenie Grenady. Zastosował krwawe represje wobec morysków. Dzięki zaangażowaniu miejscowej ludności chrześcijańskiej w walki udało mu się 20 V 1570 r. zmusić przywódców rebelii do kapitulacji. Wsławił się zwycięstwem nad flotą turecką w bitwie pod Lepanto. Rok później kierowana przez niego ekspedycja odbiła z rąk muzułmanów Tunis. W sprawach polityki międzynarodowej popierał politykę umacniania pozycji Hiszpanii nad Morzem Śródziemnym, nawet kosztem osłabienia pozycji w Niderlandach. Od 1576 r. został wyznaczony namiestnikiem Niderlandów. Jego zadaniem miało być zdyscyplinowanie niesfornych oddziałów najemnych oraz powstrzymanie rozprzestrzeniania się powstania niderlandzkiego. Uchwalony w roku 1576 akt Pacyfikacji Gandawskiej, zmusił go do wydania w roku 1577 Wieczystego Edyktu, na mocy którego wojska hiszpańskie opuściły Niderlandy. Rok później, w reakcji na złamanie przez kalwinów postanowień pokoju religijnego, ponownie sprowadził on armię hiszpańską. W tym samym roku zmarł w wyniku choroby. Jego następcą na stanowisku namiestnika Niderlandów został Aleksander Farnese.